# Uroxys trinitatis
Uroxys trinitatis är en skalbaggsart som beskrevs av Gilbert John Arrow 1933. Uroxys trinitatis ingår i släktet Uroxys och familjen bladhorningar. Inga underarter finns listade i Catalogue of Life.